# Rodingit

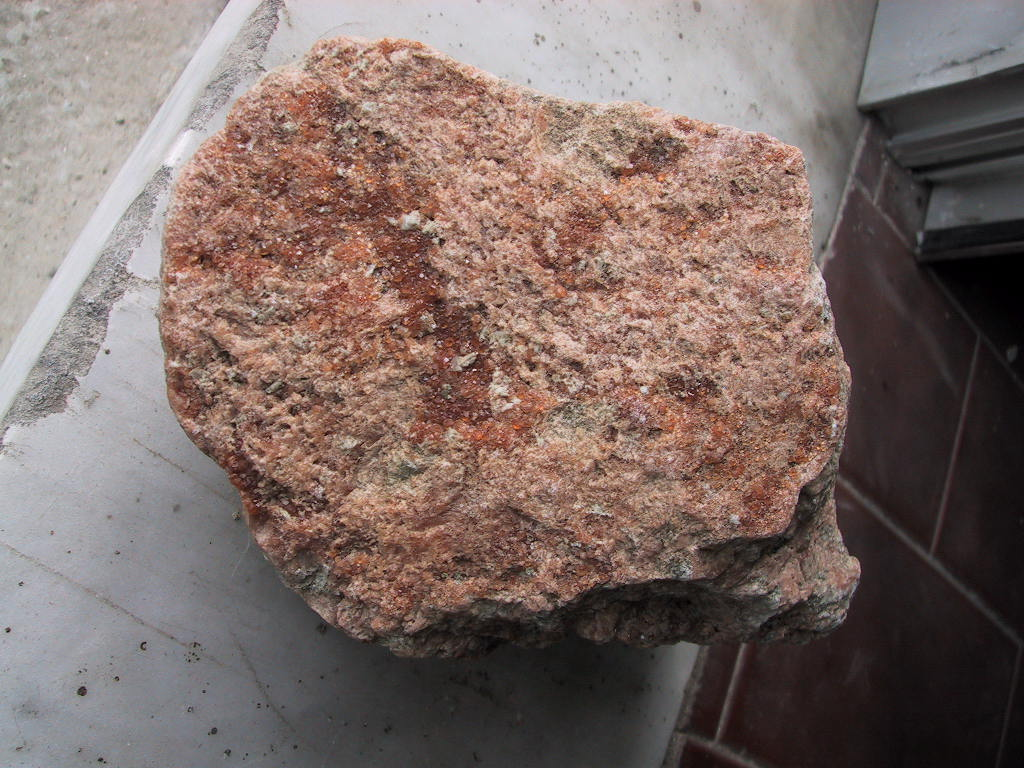
Rodingit aus dem Piemont

Rodingit ist ein metamorphes Gestein, das durch metasomatische Reaktion zwischen einem Serpentinit und einem silikatreichen Ausgangsgestein entstanden ist. Rodingite wurden 1911 nach einem Vorkommen am Roding River in Neuseeland erstmals beschrieben. Rodingite treten oft als zentimeterdünne Lagen am Kontakt zwischen Serpentiniten und silikatischen Gesteinen oder als feinkörnige Gänge, Linsen und Adern in Serpentiniten auf. Im Vergleich zu ihren silikatischen Ausgangsgesteinen, wozu Gneise oder saure magmatische Gesteine gehören können, weisen Rodingite eine Anreicherung von CaO bis über 35 % auf.

## Mineralogische Zusammensetzung

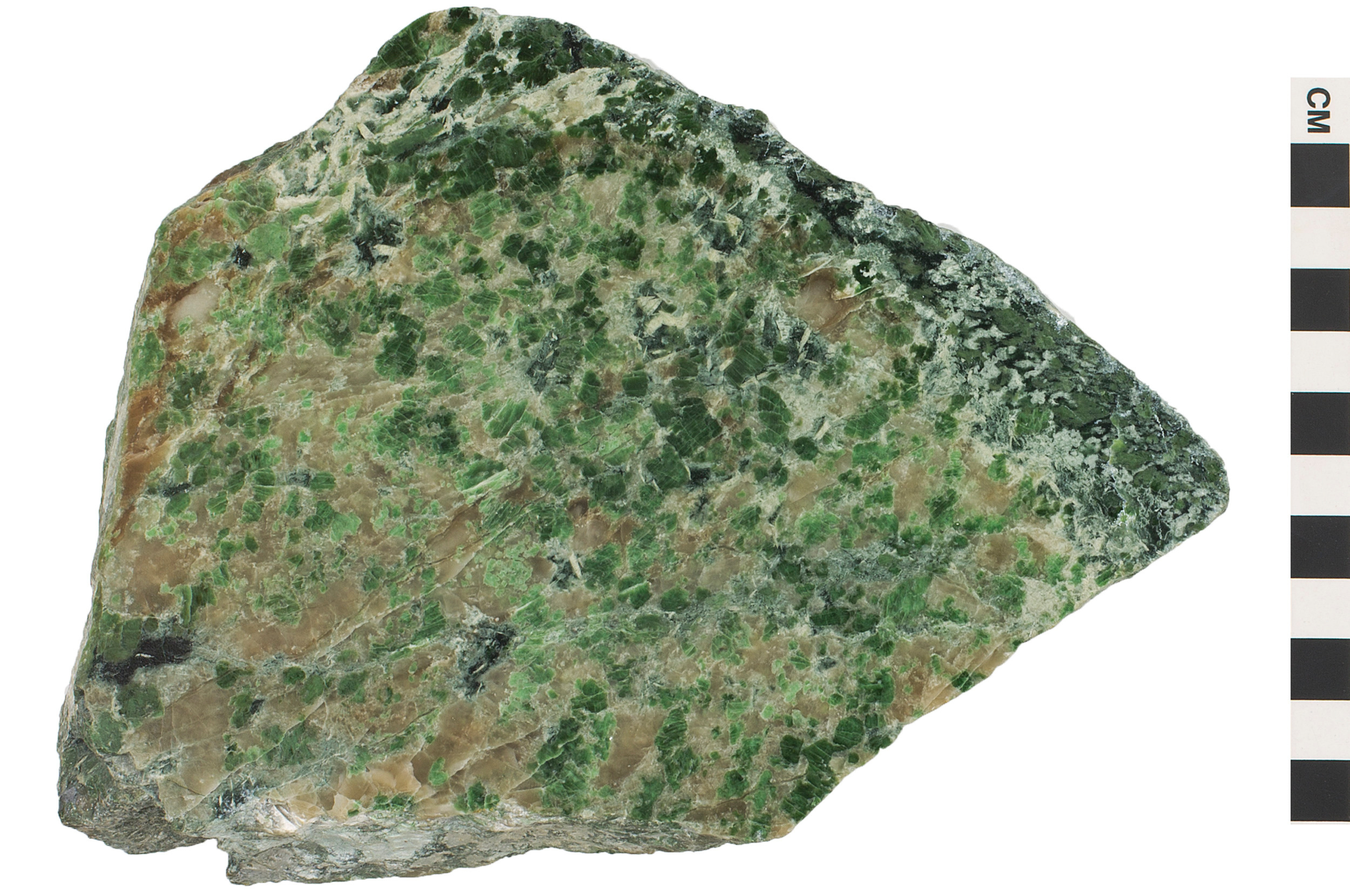
Grüner Rodingit, Maryland

Rodingite bestehen aus verschiedenen Ca-Al-Silikaten, hierzu gehören unter anderem Grossular, Diopsid, Vesuvian, Epidot und Wollastonit. Bei quarzarmen Ausgangsgesteinen finden sich häufig Chlorit, Aktinolith und Tremolit, während bei quarzreichen Ausgangsgesteine Alkalifeldspat und Xonotlit gebildet werden. Im frischen Zustand ist das Gestein oft hell- bis mittelgrau, bei hohen Gehalten an Diopsid, Aktinolith oder Chlorit auch grün, bei Vorherrschen von Alkalifeldspäten auch rosa.